# Nematus umbratus
Nematus umbratus är en stekelart som beskrevs av Thomson 1871. Nematus umbratus ingår i släktet Nematus, och familjen bladsteklar. Arten är reproducerande i Sverige.